# Witigis
Witigis (Vitiges) (död 540) var ostrogotisk kung 536-540. Witigis var gift med Amalasunthas enda överlevande barn, Mathasuentha. På Witigis order mördades Theodahad, efter att Witigis svärmor (Theodahads kusin och medregent) Amalasuntha mördats.
Den bysantinske generalen Belisarius förde Witigis och Mathasuentha till Konstantinopel, där Witigis så snart dog barnlös. Mathasuentha gifte om sig med en patricier vid namn Germanus, kusin till kejsar Justinianus I.
Efter att Witigis tillfångatagits av de expansiva östromarna valde ostrogoterna Ildibad till ny kung.